# Dinky Toys

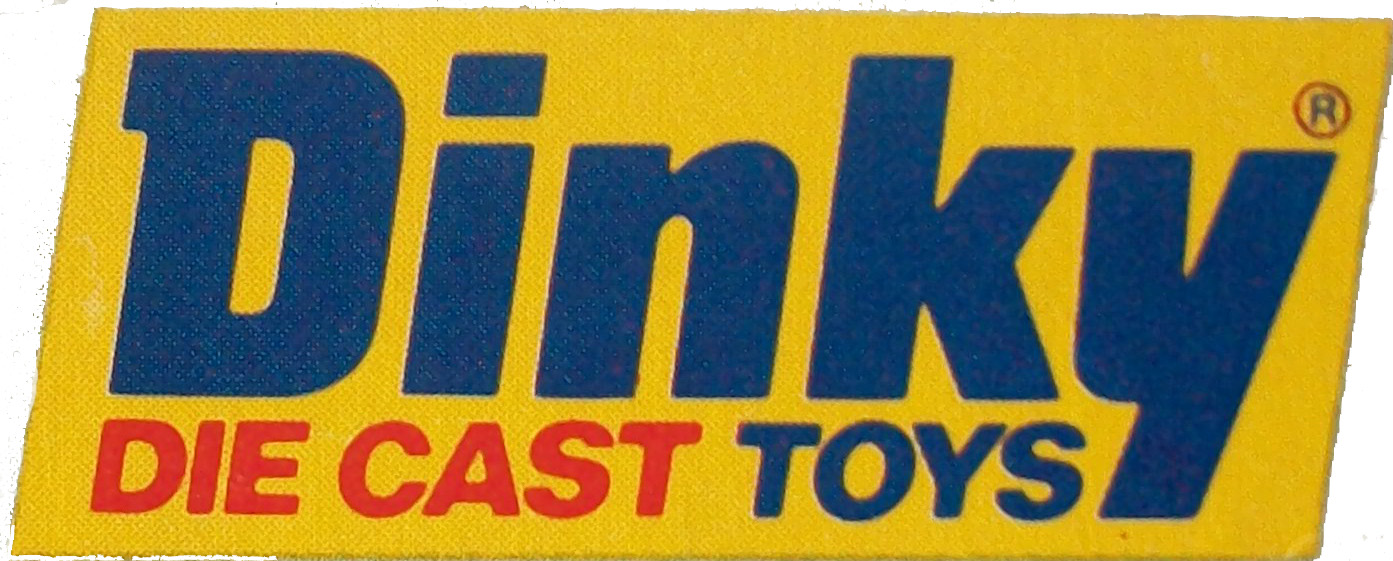
Logo Dinky Toys

Dinky Toys ist ein Label der Firma Meccano Ltd., die seit den 1950er Jahren in England Spielzeug produziert.
Dinky Toys ist vor allem für die alten Serien von in Zinkdruckguss gefertigten Die-Cast-Spielzeugautos bekannt, die bis in die 1970er Jahre verkauft wurden. Einige neuwertige Modell-Exemplare dieser Autos erzielen Preise von über 8000 Euro.
Dinky Toys trat erstmals Anfang 1934 in Erscheinung, als die Firma Meccano Ltd of Liverpool ihren neuen Modellminiaturen unter dem Markenzeichen „Meccano Dinky Toys“ einführte. Die erste Anzeige zu dieser Reihe wurde im April 1934 im Meccano Magazine veröffentlicht. Die Modelle besaßen typischerweise einen Verkleinerungs-Maßstab von 1:43.

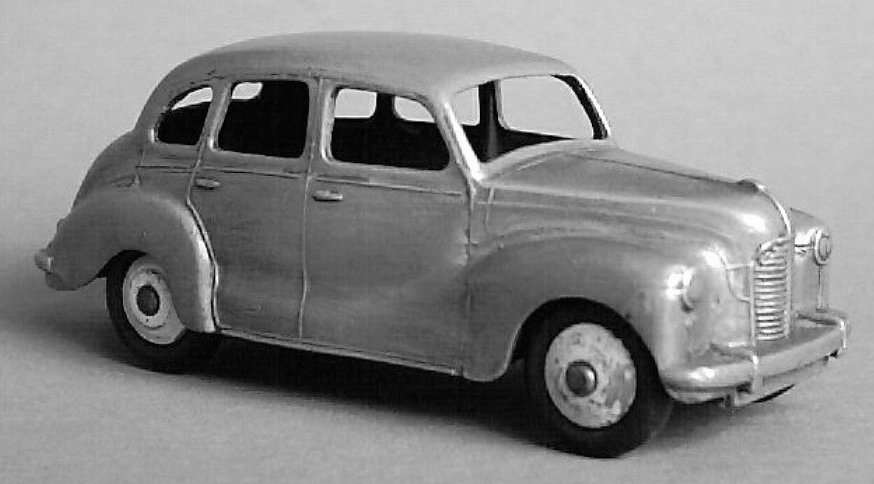
Modell Austin Devon
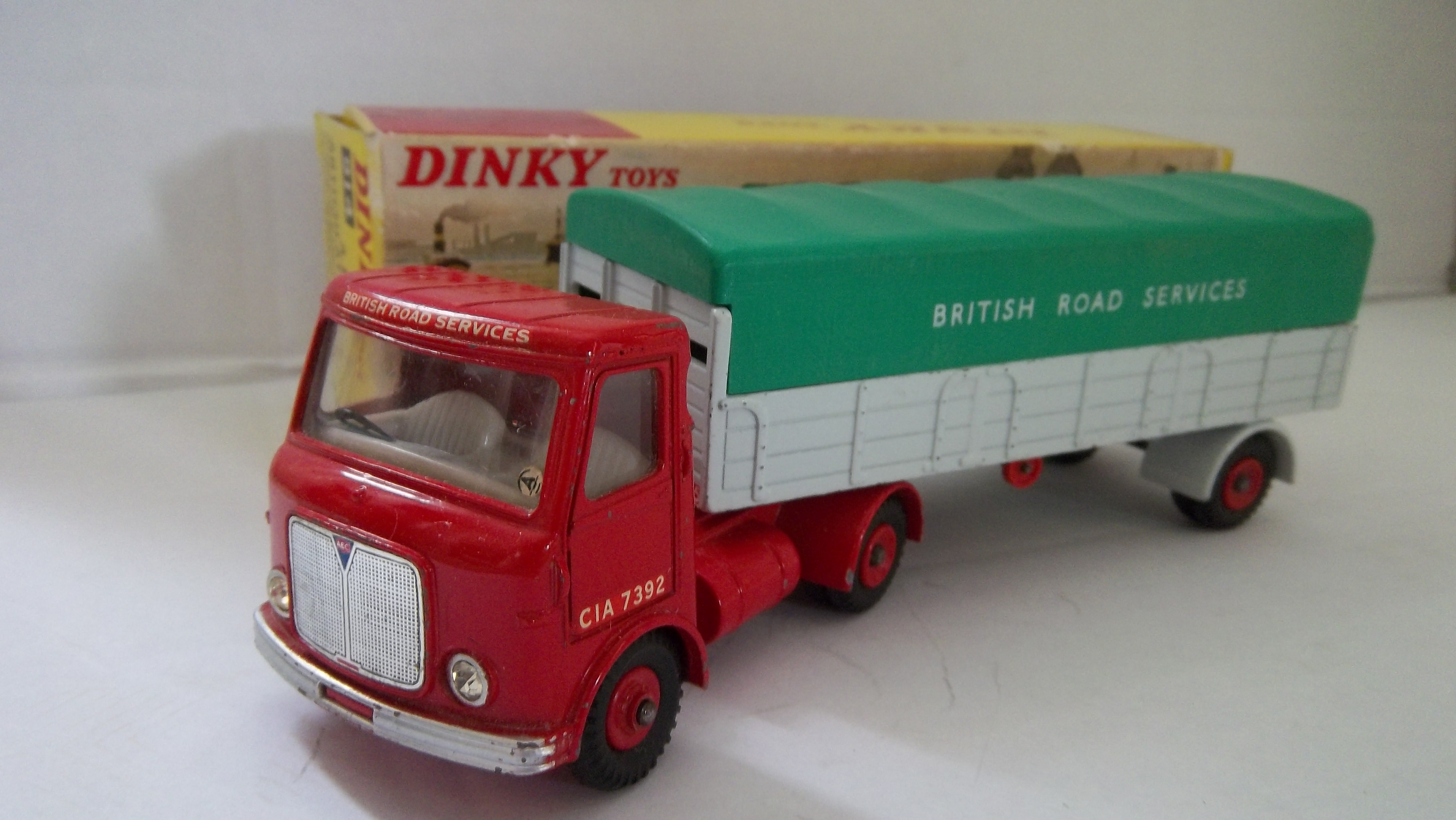
LKW
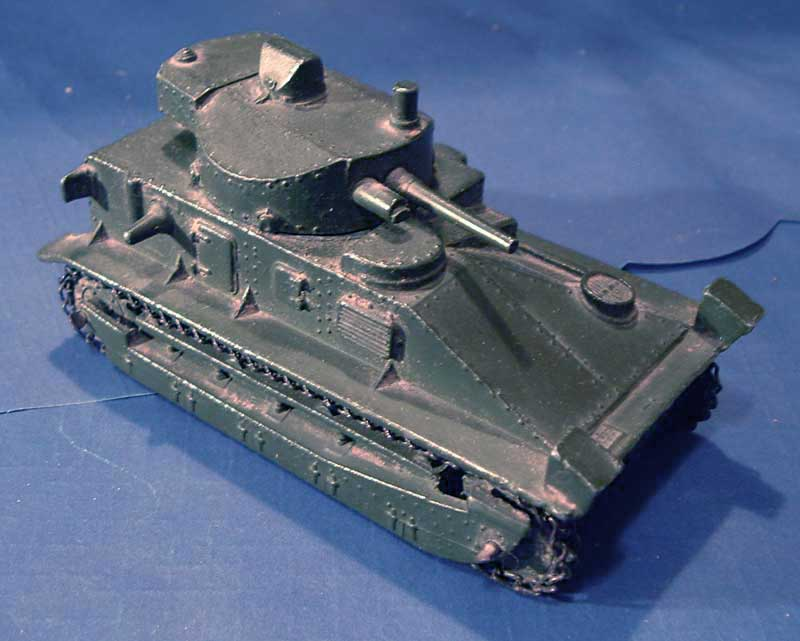
Panzer
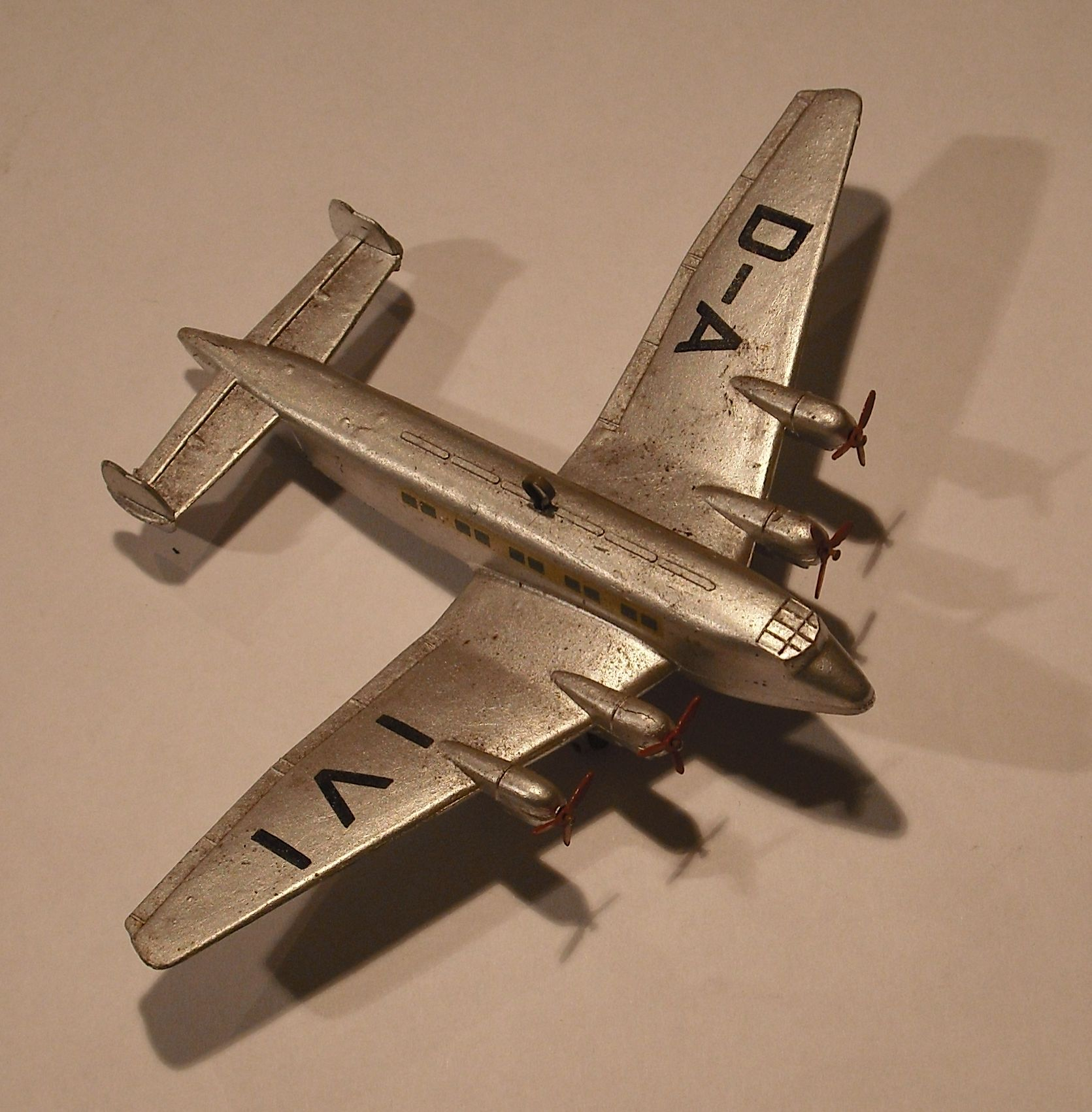
Junkers Ju 90